# Zhang Yalin
Zhang Yalin 張亞林S, Zhāng YàlínP (Dalian, 19 aprile 1981 – Dalian, 14 febbraio 2010) è stato un calciatore cinese, di ruolo centrocampista.

## Biografia
Nato a Dalian, divenuto calciatore militò sempre in sodalizi della sua città. Nel 2006 si sposò con l'attrice e modella Jia Nini, da cui ebbe il 12 luglio 2007 una figlia, Zhang Shijia.
Zhang Yalin è morto a causa di un linfoma il 14 febbraio 2010 dopo due anni di cure.
Dopo la sua morte, il Dalian Shide, società in cui aveva trascorso l'intera carriera agonistica, ha ritirato in suo onore la maglia numero 26, ovvero quella che vestiva sul campo.

## Carriera

### Giocatore

#### Club
Formatosi nel Dalian Wanda e nel Dalian Yiteng, esordì nel massimo campionato cinese di calcio nel 2000 con il Dalian Shide, nuova denominazione del Dalian Wanda. Nella sua carriera agonistica vinse quattro campionati, due supercoppe e due coppe nazionali. Con la sua squadra raggiunse la finale della Coppa delle Coppe dell'AFC 2000-2001, persa contro i sauditi dell'Al-Shabab Club.

#### Nazionale
Zhang Yalin fu convocato per giocare con la nazionale Under-23 di calcio della Cina.